# 维萨吉纳斯核电站
维萨吉纳斯核电廠是計畫在正在除役的伊格納利納核電廠的現址建造兩座1350百萬瓦特電力的進步型沸水式反應爐。但2012年10月的公投「是否想要新的核電廠」時，有63%的民眾投否定票。2016年立陶宛的前能源部長表示興建维萨基纳斯核电廠的計畫已死亡。